# Valleruela de Sepúlveda
Valleruela de Sepúlveda ist eine Gemeinde in der spanischen Provinz Segovia. Sie liegt im Süden der Autonomen Region Kastilien und León, an der Nordwestabdachung der Sierra de Guadarrama. Sie hat 52 Einwohner (Stand: 2024). 

## Geographie
Valleruela de Sepúlveda liegt etwa 35 Kilometer nordöstlich vom Stadtzentrum von Segovia in einer Höhe von ca. 1090 m. 
Valleruela de Sepúlveda befindet sich innerhalb der Zone des kontinentalen mediterranen Klimas.

## Bevölkerungsentwicklung
| Jahr      | 1970 | 1981 | 1991 | 2001 | 2011 | 2021 |
| Einwohner | 202  | 118  | 85   | 71   | 60   | 53   |

## Sehenswürdigkeiten
- Marienkirche (Iglesia de la Virgen del Barrio)
- Christuskapelle
- Turmruine

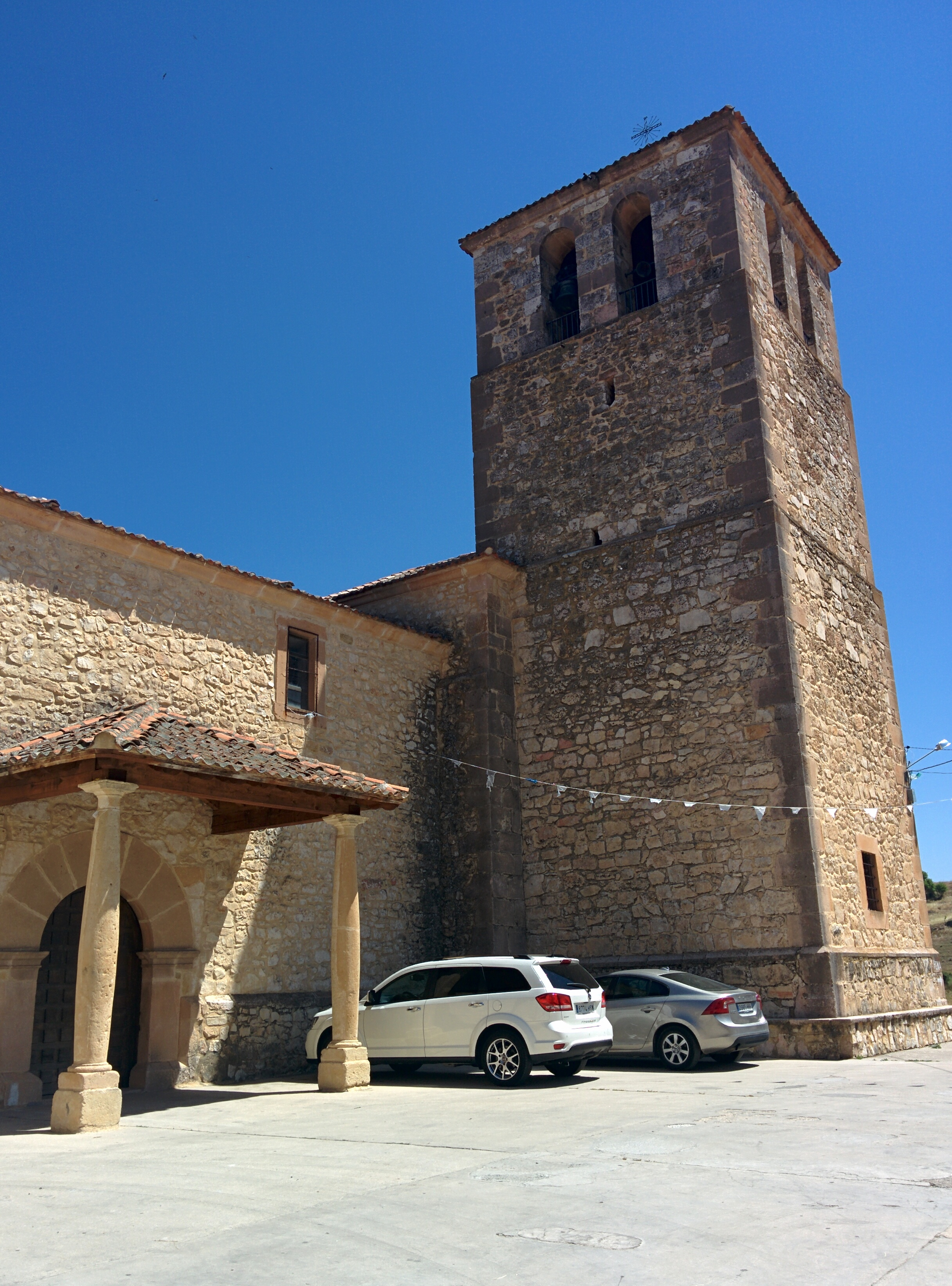
Marienkirche
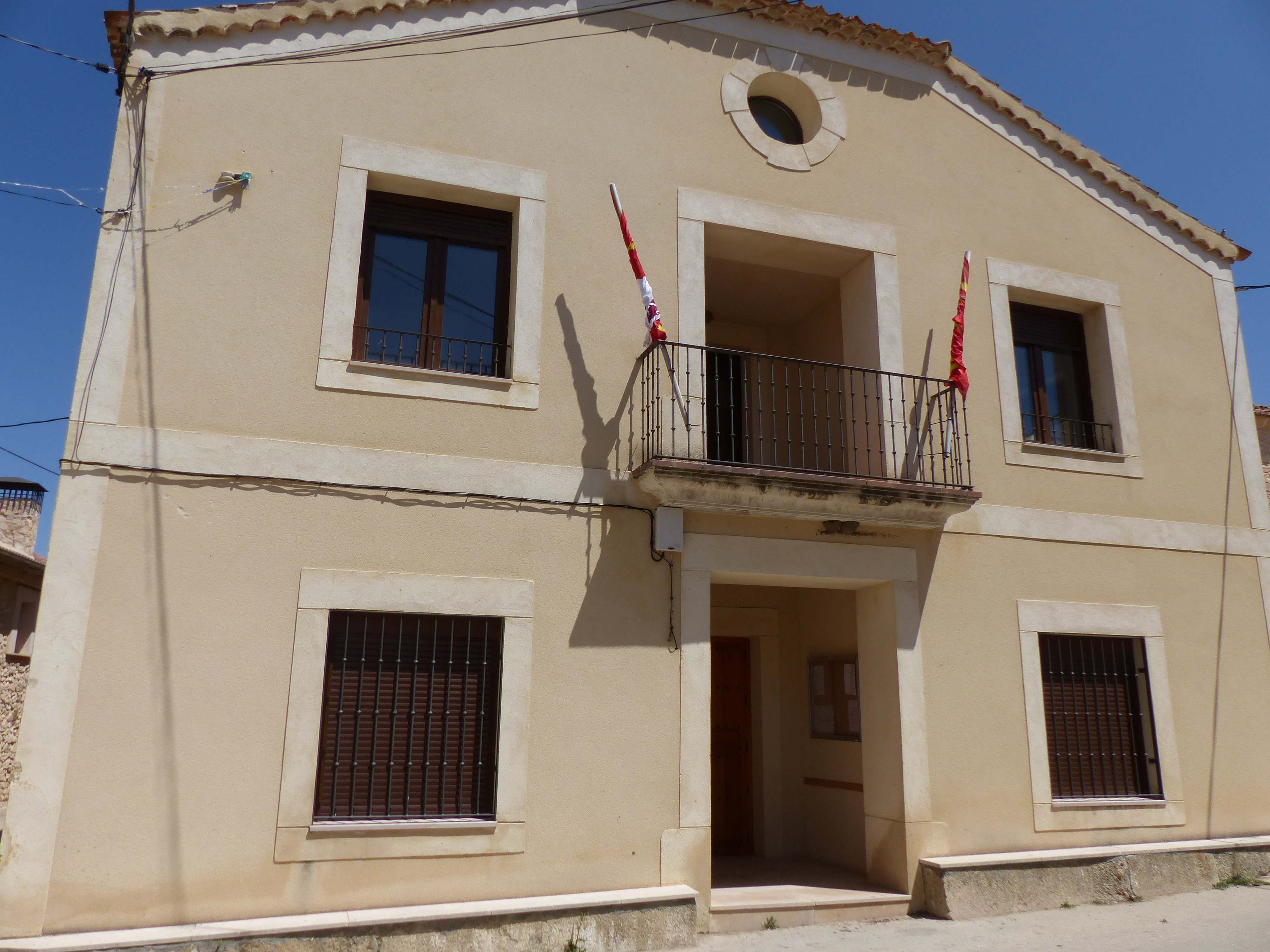
Rathaus